# 靜坐罷工
靜坐罷工是一種勞工罷工，有組織的勞工團體表現公民不服從的方式之一。這類行動通常於工人受僱的工廠或其他集體工作地點進行，方式為未經授權甚至非法地在工作場所靜坐。靜坐罷工對工人的吸引力在於，這能防止雇主用工賊取代他們，或將機器設備移至其他地方進行生產作業。尼爾·阿舍森評論這種做法還有另外的吸引力，即強調工人為民服務的角色，並使他們能將具有價值的機器設備作為談判籌碼。
靜坐罷工在美國和法國的製造業工會化中發揮了核心作用。 在美國橡膠和汽車產業的主要罷工中，美國橡膠工人聯合會和美國汽車工人聯合會的勞工組織者採用靜坐罷工作為要求工廠工會化的手段，在固特異輪胎（1936年）、通用汽車（1936 -37年）和克萊斯勒（1937年）取得了重大成功。 [2]靜坐罷工在1937年在美國達到高峰，隨著工人開始因佔領而面臨刑事起訴，而國家勞動關係委員會監督工會選舉和公認工會與雇主之間的集體談判，靜坐罷工迅速減少。 雖然美國仍有一些靜坐罷工發生，但它們往往是自發性的，而且持續時間不長。
1936年5月至8月，法國掀起了一股靜坐罷工浪潮，要求並獲得工會認可，並就工資和福利進行全行業談判。

## 歷史
在描述靜坐罷工的起源時，學者、工人和政治家都指出了古埃及金字塔和中世紀歐洲大教堂建設期間的罷工。 18世紀達到頂峰的商船船員罷工“本質上（並且仍然是）類似於靜坐罷工”，並蔓延至整個海事行業。 20世紀初的停工記錄在法國、阿根廷和美國的鐵路行業中都有所出現。
1920年9月，義大利金屬工人聯合會領導了一場關於工資的罷工浪潮，最終涉及近五十萬名工人，並出現了許多工廠佔領事件。 在鬥爭中，工人們開始自己控制一些工廠的運營，共產主義工廠工人要求透過工人委員會來控制整個產業。 1934年至1936年間，工人們在希臘、南斯拉夫、匈牙利、波蘭、西班牙、法國、英格蘭和威爾斯的礦井中發動了罷工，並佔領了礦井。 其中包括1934年7月在卡尼奧拉成功發動的罷工。 1936年3月22日，克拉科夫的Semperit橡膠廠發生了一次重大的靜坐罷工，暴力事件造成6人死亡。
勞工歷史學家麥可‧托里吉安認為，1930年代美國和法國的勞工組織者使用靜坐罷工和工廠佔領，標誌著靜坐罷工作用的重要轉變。 在美國和法國，靜坐罷工成為了“不斷發展中的勞工運動的一個方面，它在福特主義-泰勒主義工廠制度的背景下追求工會目標”，特別是像美國汽車工人聯合會這樣的全行業工會 的建立。 托里吉安總結道，作為行業和甚至全國工會化的工具，靜坐罷工「具有一種意義、一種特徵和一種效果，這與以前發生的任何事情都截然不同」。